# 卢燕
盧燕（英語：Lisa Lu，1927年1月19日—），原名盧萍香、盧燕香、盧燕卿，北京人。美籍华人，是一位活跃于中國大陸、香港、台灣和美國的演員及製片人，曾三次獲得金馬獎。她還擅長表演京劇和崑曲，其突出的藝術造詣使她獲得了聯合國國際和平藝術獎（UN International Culture of Peace Award），她還曾被Chinese Daily News (World Journal)選為“北美地區百大傑出華人（The 100 Most Outstanding Chinese in North America）”，“美國影視界盛讚“盧燕的藝術成就橫跨太平洋，在美國和她的祖國中國本土都表現卓越”。
盧燕的代表作包括：電影《喜福會》（The Joy Luck Club）、《末代皇帝》（The Last Emperor）、《魔種》（Demon Seed）、《山路》（The Mountain Road）以及《聖徒傑克》（One Eyed Jacks）；電視劇NYPD Blue、 Noble House、Hiroshima: Outo f the Ashes；舞臺戲劇《喜福會》（The Joy Luck Club）、《花鼓歌》（Flower Drum Song）、《女勇士》（The Woman Warrior）和《八月茶室》（Teahouse of the August Moon）等。其中，她曾在舞臺劇《喜福會》（The Joy Luck Club）的多个版本中扮演母親。

## 早年生活
盧燕祖籍廣東中山縣。出生在北京，她会说最地道的普通话，即北京话，並具備了婉約的閨秀風範。其母親是京劇名伶李桂芬，並拜梅蘭芳為義父，京劇世家的背景使得她十幾歲的時候就登台並活躍於中國戲曲界。
1945年上海裨文女子中學畢業後進入上海聖約翰大學，之後又轉入国立交通大學工商管理專業學習，曾在上海影院中擔任過為英文片同聲翻譯的“譯意風（earphone）小姐”。1947年移居美國夏威夷檀香山，在夏威夷大學攻讀財務管理專業，兼修戲劇與演講，就讀期間曾在檀香山當會計、化驗員和播音員。

### 轉行表演
1956年盧燕全家移居洛杉磯，雖然她在大學學習的專業是財務，但或許是家庭淵源和藝術熏陶的關係，盧燕對戲劇頗感興趣，在丈夫黃錫琳（Shelling Hwong）的鼓勵下，她勇敢地進入加利福尼亞州帕薩迪納戲劇學院（Pasadena Playhouse）表演系深造，正式轉行開始了自己的表演生涯。
1958年盧燕畢業時演出的話劇《八月茶室》（Teahouse of the August Moon）獲得了成功，她的表演才華得到了充分的肯定，這也堅定了她從藝的決心，並打開了進入好萊塢銀幕的大門。

### 好萊塢生涯

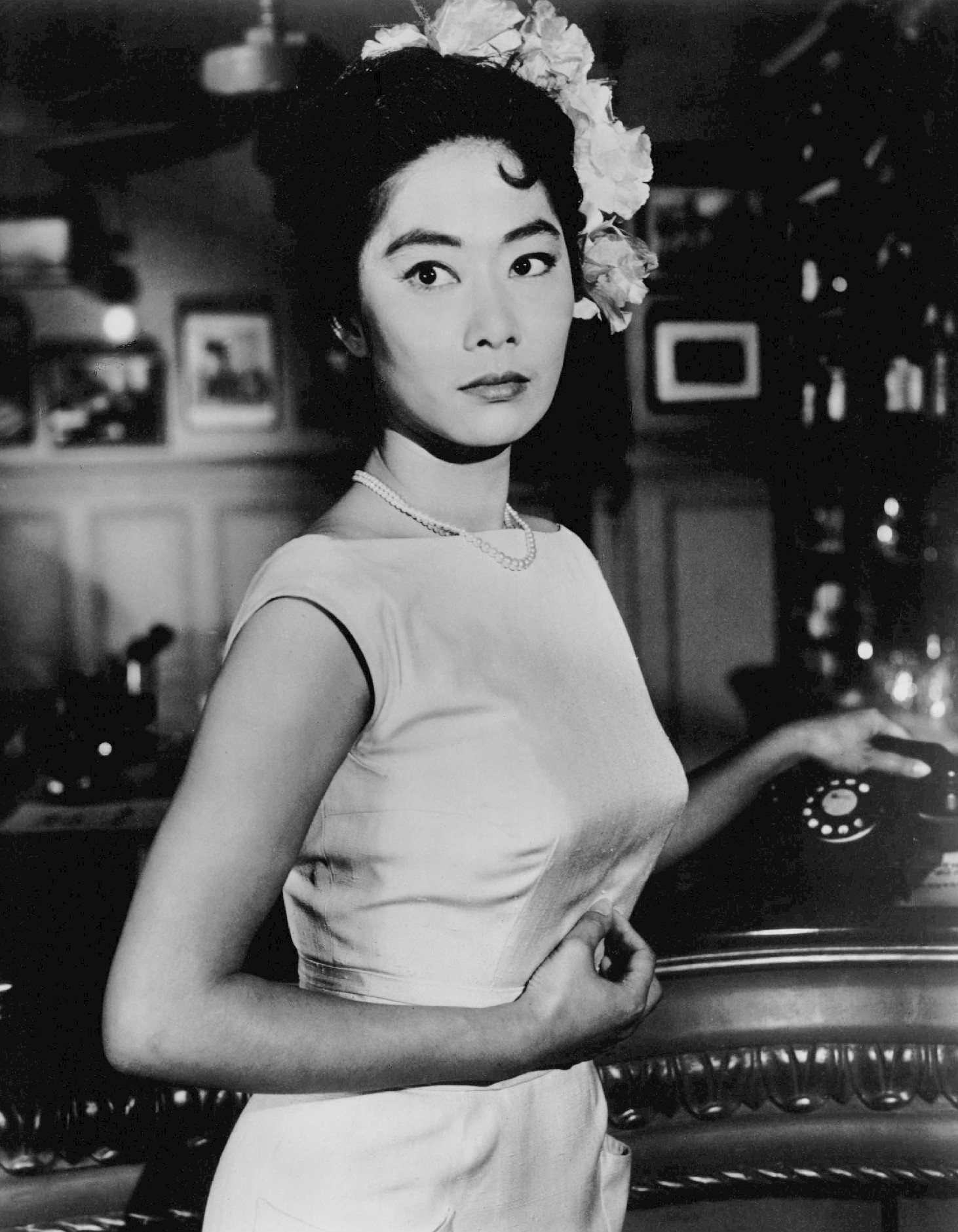
1960年代的卢燕

憑藉着在帕薩迪納戲劇學院（Pasadena Playhouse）學習的深厚功底，從20世紀50年代起，盧燕開始在美國電視界不斷出演電視劇，從而獲得了長期穩定的職業，但是這一時期她常常被定位為某些定型角色。
這一時期她也偶爾會遇到一些電影角色的表演機會，例如20世紀60年代初她順利出演了她的第一部美國劇情長片《山路》（The Mountain Road，1960），在這部以中國抗日戰爭為背景的影片中，她與奧斯卡影帝詹姆斯·史都華合作，成功詮釋了一位第二次世界大戰期間熱情而又命運多舛的遺孀，自此一個秀外慧中、具備東方古典氣質的明星誕生在好萊塢。
之後她又參與了奧斯卡影帝馬龍·白蘭度的影片《獨眼龍》（One-Eyed Jacks，1961），但該片並未將其姓名列入演員表字幕中。儘管如此，這些影片還是為她開闊了演藝之路，使她在20世紀70年代及其之後獲得了更多的演出機會，從那時起她的電影生涯才真正開始。
1972年，她在根據《國王與我》（The King and I，1956）改編的電視系列短片《安娜和國王》（Anna and the King，1972）中獲得了重要配角Thiang女士。之後她還出演了科幻驚悚片《魔種》（Demon Seed，1977），在其中扮演了一個獻身科研的科學家；在彼得·博格丹諾維奇導演的《聖徒傑克》（Saint Jack，1979）等影片中她都參與了演出。
作為一名堅韌執著而且多才多藝的性格演員，盧燕在20世紀80年代繼續在美國電視和電影行業不懈努力，出演了多部令人印象深刻影視作品，其中包括在貝納多·貝托魯奇的奧斯卡獲獎影片、批判性電影《末代皇帝》（The Last Emperor，1987）中扮演的令人不寒而栗的慈禧太后，在《喜福會》（The Joy Luck Club，1993）中扮演的時代“倖存者”，四個母親之一的許安梅。 1994年參演了《我愛麻煩》（I Love Trouble，1994），茱莉娅·罗伯茨是本片的主演。

### 舞台生涯
就像許多學院派的演員一樣，盧燕除了用英語和漢語在中國大陸、香港、台灣和美國的影視界表演外，她還參與了許多戲劇、舞台劇的表演。 1999年三月中旬，她在舊金山海岸參與了舞台劇《喜福會》的排練，並在上演時扮演了劇中的琳達姨（Lindo）這一角色，這一角色在電影版《喜福會》中是由周采芹扮演的。
之前盧燕還主演了在《女勇士》（The Woman Warrior），《花鼓歌》（Flower Drum Song），《蘇絲黃的世界》 （The World of Suzie Wong），《八月茶室》（Teahouse of the August Moon），《花園暢想，夢中甦醒》 （Wondering in the Garden, Waking up From a Dream）等一系列舞台戲劇中擔當主要角色。
正是由於盧燕精湛的演技和深厚的舞台表演經驗，港台戲劇界也多次邀請盧燕參與演出。 20世紀70、80年代，盧燕就多次參與了香港話劇團的話劇演出，如根據Lillian Hellman1939年創作的社會題材的戲劇《小狐狸》（The Little Foxes）改編的同名話劇。1978年她還與崑劇、京劇表演藝術家俞振飛在香港藝術節（Hong Kong Arts Festival）上同台表演過崑曲《牡丹亭》。1982年，她與歸亞蕾等合作演出了根據白先勇小說改編的舞台劇《遊園驚夢》，她的青衣戲得自梅蘭芳親傳親授，因此劇中幾段崑曲演唱駕輕就熟，使得整部舞台劇中崑曲與話劇完美結合。在表演藝術領域，盧燕也真正做到了將中西兩種文化不著痕跡地融會貫通。
1998年及2006年盧燕在香港話劇團受到熱議的話劇《德齡與慈禧》 (國語版) 中再度扮演慈禧，該話劇由何冀平編劇，而許多香港影視界資深藝人也參與了演出；2006年版參演者包括舞台劇女演員焦媛飾演德齡，著名京崑劇導演耿天元飾演光绪帝，資深影視藝人曾江飾演榮祿等。此劇自1998年首度搬上香港舞台便大受歡迎，囊括當年香港多項戲劇大獎，成為香港話劇團經典劇目。2008年這齣話劇再次受到了中華人民共和國文化部邀請於北京奧運會期間在中國國家大劇院第四度公演，作為奧運重大文化活動的組成部分。此次演出盧燕再次將“不一樣的慈禧”重現舞台，並第二次與飾演榮祿的曾江同台，前香港話劇團藝術總監、莎翁戲劇專家楊世彭出任導演，德齡由香港演員黃慧慈扮演，光緒由香港話劇團當時藝術總監毛俊輝飾演。

### 中國情緣
雖然身在海外，但盧燕始終心系中國，時刻關注並支持華語影壇的發展，多次與包括李翰祥、狄龍、謝晉等華語影壇的影人合作。
1967年盧燕回到香港主演了唐書璇導演的影片《董夫人》（1970），並因此片獲得第9屆金馬獎最佳女主角獎。1972年應邵氏兄弟總經理邵逸夫及導演李翰祥的邀請，再次回到香港，拍攝了《十四女英豪》（1972），並因此片獲得第11屆金馬獎最佳女配角獎。之後又主演了《傾國傾城》（1975），飾演慈禧太后，獲得第12屆金馬獎最佳女主角獎。
1980年代以後，盧燕逐漸增多了與中國大陸影人的合作。1989年她與中國大陸謝晉導演合作，在其改編自白先勇小說的影片《最後的貴族》中扮演配角。之後盧燕擔任了《蘭陵王》（1995）的策劃。1998年春節期間，盧燕重返中國熒屏，這是因為她參與了陳佩斯執導的賀歲電視劇《同喜同喜》，劇中她扮演了一位歸國華僑，與陳強和陳佩斯父子、凌元等老戲骨合演了一出幽默喜劇；該劇1998年除夕夜在《中國中央電視台春節聯歡晚會》之後連續播出。
2002年盧燕出演了中國大陸的大型歷史劇情類電視劇《乾隆王朝》，扮演皇太后，與扮演乾隆皇帝的戲劇界資深演員焦晃同台。由於本劇台詞摻雜了文言文和現代口語，盧燕念起來微覺拗口，但敬業的她堅持不改動台詞，以每天念誦一兩首唐詩宋詞來訓練自己的台詞表達能力，以適應劇情需要。在接受《北京青年報》採訪時，她還稱讚本劇導演葉大鷹“是一位非常細心且有美感的藝術家”，說焦晃是一位“學問淵博、演技精湛的資深演員”。
2006年在許鞍華導演的《姨媽的後現代生活》中，盧燕扮演一位說著京腔上海話的沒落貴婦水太太，其雍容形象和傲慢個性被她詮釋得恰到好處，與斯琴高娃扮演的姨媽的幾場對手戲更是惟妙惟肖地表現了中國當代都市老年人的孤獨心態。2007年，她客串演出了李安的《色，戒》，雖然在其中只有兩個鏡頭、一句台詞，但與陳冲、何賽飛、蘇岩等配角一樣都獲得了影迷的肯定。

### 記錄華人
盧燕以其自己的方式關注並參與華語影壇的發展，她積極通過紀錄片的方式向以美國為主的西方主流社會傳達被他們誤解的“中國含義”。
她參與了多部紀錄片的製片人或解說配音工作，如1983年在曾奕田的紀錄短片 《縫紉的女人》（Sewing Woman，1983）中配音，該片記錄了曾奕田的母親移民美國的生活，展現了華人的堅忍不拔和勤勞善良。在紀錄片《中國：超越陰霾》（China: Beyond the Clouds，1994）裡盧燕又擔當了敘述者配音工作，該片主要反映了中國西南部地區，特別是雲南麗江一帶的風土人情，向西方人展示了不同以往的中國印象。
此外，盧燕在美國成立了以自己名字命名的影視公司，1983年至1984年間曾帶領一支由中日兩國組成的攝影隊多次深入西藏腹地，拍攝了介紹西藏自然風光、風土民情、文化藝術、宗教習俗及1949年之後西藏人民生活的大型系列電視紀錄片《失落的王國》（ The Lost Kingdom of Guge）。這也是外國電影人第一次用鏡頭忠實地紀錄西藏人民的生活狀態。該片獲第二十八屆紐約國際電影節銅獎（Bronze Medal）。
由於中国大陆的政治敏感及审查原因，該片未能在中國境內公映，其寶貴的多達三百餘盒錄像磁帶影像資料20多年來未曾公開，但20多年後的2006年盧燕再度攜當年的攝製組成員，重返舊地，從新建成的青藏鐵路的起點開始新的西藏之行，拍攝全新的西藏紀錄片。這部紀錄片的主線是盧燕尋訪20年前的西藏，包括一位藏族老畫師任增班覺和他的家庭，並穿插引入1983年間拍攝的歷史資料。通過前後20年她的兩次西藏之旅，結合盧燕本人的生活經歷和人生感悟，把西藏20年的變遷史和盧燕20年的心靈史有機的交織在一起。盧燕作為本片的主人公，同時擔任記錄者和講述者的雙重角色，從而構建起本片基本的私人化的敘事風格。影片主創人員稱他們的創作思路是：“從對個人命運的關注，逐步注視到文化的傳承，而最終的落腳點，是為一個民族生存狀態留下真實寫照”。

### 文化使者
盧燕自稱願做中美文化傳播的橋樑，在40多年的演藝生涯中，她將中國優秀的傳統文化作品介紹到了西方世界，同時，也將各個時期極具西方特色、又符合東方審美的高雅藝術和流行文化作品帶到了中國。
盧燕出生戲曲之家，曾師從中國著名京劇表演藝術家梅蘭芳，自身對中國戲曲有深入了解，她在京劇表演方面造詣頗深，經常登台，演出經驗也很豐富，故她將多部中國傳統戲曲翻譯成了英文以期讓西方人通過這一傳統美學藝術進一步了解中國。她翻譯的代表作品是1980年的《拾玉鐲》（Romance of the Jade Bracelet），其他翻譯作品還包括《武家坡》、《打漁殺家》、《汾河灣》和《蝴蝶夢》等，並在美國出版《京劇選譯》（又名《京劇選集》）。她還大膽創新，創造性地用漢語演唱唱詞，用英語說對白，輔以英文字幕，並註明舞台表演提示、配樂，這使美國人能更好地了解並欣賞京劇，取得了很好的效果。
她還將美國著名戲劇劇本唐納德·柯培恩的《洋麻將》（1977）譯成中文，唐納德·柯培恩的《洋麻將》描寫的是領取養老金的老人的孤獨生活。1985年北京人民藝術劇院將此話劇版上舞台，其中主角兩位老人分別由人藝的老藝術家於是之和童超扮演。1992年她還將尼尔·西蒙編劇的喜劇《普萊颯大飯店》（1971）譯成中文，她促成了上海人民藝術劇院排演此劇並親自主演了此三幕話劇。
此外，盧燕還促成了《音樂之聲》(1965)、動畫片《米老鼠和唐老鴨》等美國優秀影視作品的引進。她還應美國國務院之聘，擔任“美國之音”（VOA）的特約記者，專門報導中美文化交流活動。盧燕還擔任了《環球銀幕》等中國大陸電影雜誌的特約記者，採訪了包括劉玉玲、卡梅隆·迪亞茲、史蒂文·斯皮爾伯格等美國影人；她也積極向美國影視界介紹華人影片和影人，章子怡等華裔影人進入好萊塢也都得到了她的引薦或支持。

### 杖朝之年
2007年，盧燕在80歲高齡時依舊不改自己對電影事業的熱情，特別積極參與華裔影人的電影工作。
2006年12月當李安在上海拍攝《色，戒》時，盧燕也應邀參加了該片的拍攝。這也是盧燕、陳冲和李安相約多年後首次合作。2007年7月《新民晚報》刊載了盧燕的文章，文中她對李安的影片《色，戒》不吝溢美之詞，表示該片喚醒了她童年的滬上時光，並且非常期待該片的上映。盧燕稱早在上世紀80年代初她和白先勇在紐約大學演講時就十分欣賞李安的畢業設計短片，“覺得他才華橫溢，為人又謙遜低調，假以時日必定有大作為”。
盧燕還特別提及了李安當時創作的劇本《喜宴》，她曾和李安、陳冲約定一起合作拍攝《喜宴》，但由於“作品超時代的題材，一直未有投資商青睞，直到8年之後，這部戲才得到台灣的中影公司投資拍攝”，但最終盧燕、陳冲二人均無緣參與演出。正因為與《喜宴》擦肩而過，盧燕才特別珍惜此次參與拍攝《色，戒》的機會，雖然她在片中只有兩個鏡頭、一句台詞（ “你還讓她念書？”）。另外，她還應陳凱歌邀請，指導在《梅蘭芳》（2008）中指導扮演孟小冬的章子怡表演京劇。
作為電影界的傳奇人物和歷史見證人之一，盧燕接受了美籍華裔編導曾奕田的採訪，在紀錄片《好萊塢華人》中講述了自己的影壇生涯和見聞。 2007年11月8日，在美國電影學院電影節第七天，《好萊塢華人》舉行放映會，盧燕與曾奕田，以及其他影片中的採訪對象，如華裔作家譚恩美、演員陳冲、鄒兆龍等均出席了放映會。
此外，盧燕始終保有對京劇的熱情，2007年1月12日盧燕出席了上海文廣傳媒集團旗下東方衛視創辦的明星戲曲電視選拔比賽“非常有戲”的首場直播儀式，並登台表演經典京劇唱段《定軍山》。這也是她向戲劇大師致敬的一種表現。此次演出，與她同台的藝術家還有京劇大師梅葆玖和譚孝等。
2009年，盧燕更參與了美國科幻災難片《2012》的演出，並飾演一位藏族的長者。2010年，盧燕在上海话电影《团圆》中出演女主角喬玉娥，2011年在第3屆英國倫敦萬像國際華語電影節榮獲最佳女主角獎。2018年，盧燕參與了美國浪漫喜劇電影《瘋狂亞洲富豪》的演出。

## 演藝記錄
- 盧燕加入好萊塢的電影工會已經超過40年，1990年代成爲美國影藝學院會員，也是較早成為美國影藝學院會員的華裔影人之一。
- 自1970年代開始，盧燕在影視和舞台上先後至少4次扮演慈禧：包括電影《傾國傾城》（1975）、《瀛台泣血》(1975) 、《末代皇帝》（1987），話劇《德齡與慈禧》（2006）等。

## 榮譽與嘉獎
在盧燕絢麗的演藝生涯中，她獲得了眾多榮譽或獎項的嘉獎和肯定：

### 影視獎項
- 3次金馬獎
  - 最佳女主角：《傾國傾城》（1975）
  - 最佳女配角：《十四女英豪》（1973） 。
  - 最佳女主角：《董夫人》（1971）
- 亞洲電影節傑出成就獎（Outstanding Achievement Award）：《瀛台泣血》(1975)
- 上海電視節白玉蘭獎（The Magnolia Award）：《普萊颯大飯店》（Plaza Suite，1992）

盧燕製作或參與配音的得獎或提名的紀錄片包括：
- 《中國：超越陰霾》（China：Beyond the Cloud，1995）獲得國家地理雜誌（National Geographic Special）特別獎（The Peabody Award），盧燕是該片的旁白
- 《失落的王國》（The Lost Kingdom of Guge，1995）在紐約國際電影節獲得銅牌，盧燕是製片人
- 《小木房》（Little Wooden House，1994）在紐約國際電影節獲得銅牌，盧燕擔任製片人
- 《縫紉的女人》（The Sewing Woman ，1983）獲得奧斯卡年度最佳紀錄短片提名，盧燕擔任解說
- 《中國聯繫》（China Connection, 1979）獲得紐約國際電影節銀獎（Silver Award），盧燕擔任解說
- 《超級班機事件》（Saga of a Superliner，1976）獲亞特蘭大電影節（英语：Atlanta Film Festival）銅獎（Bronze Award），盧燕擔任製片人

### 榮譽獎項
- 2006年南加州華人歷史社區（CHSSC）華裔演員榮譽獎
- 2005年3月在第五屆華語傳媒大獎暨中國電影百年精英盛會頒獎典禮上，盧燕獲得“中國電影百大影星獎”
- 2004年獲得交通大學南加州分校校友會的終身成就獎[12]
- 2000年《中國日報（世界日報）》特別版將盧燕評為“100名最優秀的北美華人（the 100 most outstanding Chinese persons living in North America）”之一
- 1999年6月19日，美籍華裔藝術局（Chinese American Arts Council）在紐約林肯中心的愛麗絲劇院（Alice Theatre）舉行頒獎儀式，授予盧燕女士“終身藝術成就獎”（Lifetime Achievement for the Arts），這一獎項的得主都是在美國最傑出的亞洲藝術家
- 1993年上海交通大學授予她名譽顧問教授（Honorary Advisory Professor）
- 1992年，由於成功組織翻譯了《普萊颯大飯店》(Plaza Suite)，美國新聞署授予「美國文化藝術研究專家」（Arts America Cultural Specialist ）
- 1988年榮獲由洛杉磯市市長湯姆·布萊德雷（英语：Tom Bradley (American politician)）在“亞太裔美國人文化傳統週”（今亞太裔美國人文化傳統月（英语：Asian Pacific American Heritage Month））頒發的「表演藝術成就獎」（Performing Arts）

## 瑣聞軼事
- 2002年1月，在接受《北京青年報》採訪時，盧燕透露其長女漢琪於當月下旬分娩兩個女嬰[13]。

## 作品年表
作品有多個原名或譯名用“/”分隔。 

### 電影作品
| 上映   | 名称                                  | 英文名称                                            | 角色                     |
| 2024年 | 《红楼梦之金玉良缘》                  | The Dream of Red Chamber                            | 賈母                     |
| 2018年 | 《瘋狂亞洲富豪》                      | Crazy Rich Asians                                   | 商淑宜                   |
| 2018年 | 《小玩意》                            | An Impossibly Small Object                          |                          |
| 2015年 | 《陪安东尼度过漫长岁月》              | A Journey, through Time, with Anthony 法語：        | 房東黃太太               |
| 2015年 | 《12金鴨》                            | 12 Golden Ducks                                     | 媚姨                     |
| 2012年 | 《危险关系》                          | Dangerous liaisons                                  | 雪姑妈                   |
| 2010年 | 《團圓》                              | Apart Together                                      | 喬玉娥                   |
| 2009年 | 《2012》                              | 2012 (film)                                         | 索南奶奶                 |
| 2008年 | 《點心葬禮》                          | Dim Sum Funeral                                     |                          |
| 2007年 | 《好萊塢華人》                        | Hollywood Chinese                                   | （紀錄片）採訪對象       |
| 2007年 | 《色，戒》                            | Lust, Caution                                       | 客串                     |
| 2007年 | 《男兒本色》                          | Invisible Target                                    | 衛景灝祖母 (客串)        |
| 2006年 | 《姨媽的後現代生活》                  | The Postmodern Life of My Aunt                      | 水太太                   |
| 2006年 | 《紅美麗》                            |                                                     | 影片策劃                 |
| 2004年 | 《美人依舊》                          |                                                     | 兼任影片策劃             |
| 2002年 | 《番茄和雞蛋》                        | Tomato and Eggs                                     | Mrs. Wang                |
| 2000年 | 《愛殺2000》                          |                                                     |                          |
| 2000年 | 《撞鬼你之血光之災》                  |                                                     |                          |
| 2000年 | 《滴血的秘密》                        |                                                     |                          |
| 1998年 | 《盲》                                | Blindness                                           | Mrs. Hong                |
| 1997年 | 《蘭陵王》                            |                                                     | 影片策劃                 |
| 1994年 | 《我愛麻煩》                          | I Love Trouble                                      | Mrs. Virgina Hervey      |
| 1994年 | 《中國：超越陰霾》                    | China: Beyond the Clouds                            | 解說配音                 |
| 1993年 | 《叛逆大師劉海粟的故事》              |                                                     | 葵花                     |
| 1993年 | 《喜福會》                            | The Joy Luck Club                                   | 許安梅(An-Mei Hsu)       |
| 1993年 | 《誘僧》                              | Temptation of a Monk                                |                          |
| 1991年 | 《鐘鳴寒山寺》                        |                                                     | 侯夢卿                   |
| 1989年 | 《最後的貴族》                        |                                                     | 李母                     |
| 1989年 | 《你愛我嗎？》                        |                                                     | 水雲                     |
| 1989年 | 《關東女俠》                          |                                                     | 一品紅                   |
| 1987年 | 《末代皇帝》                          | The Last Emperor                                    | 慈禧                     |
| 1986年 | 《大班》                              | Tai-Pan                                             |                          |
| 1983年 | 《縫紉的女人》                        | Sewing Woman                                        | （紀錄短片）解說配音     |
| 1982年 | 《別怕，只是悶雷/越南：地獄還是榮譽》 | Don't Cry, It's Only Thunder/Vietnam: Hell or Glory | Sister Marie             |
| 1982年 | 《神探哈麥特》                        | Hammett                                             | Miss Cameron's Assistant |
| 1979年 | 《聖徒傑克》                          | Saint Jack                                          | Mrs. Yates               |
| 1978年 | 《永恆的愛》                          |                                                     |                          |
| 1977年 | 《魔種》                              | Demon Seed/Proteus Generation                       | Soong Yen                |
| 1976年 | 《星語》                              |                                                     |                          |
| 1976年 | 《瀛台泣血》                          |                                                     | 慈禧                     |
| 1975年 | 《傾國傾城》                          |                                                     | 慈禧                     |
| 1973年 | 《恐怖蠟像館》                        | Terror in the Wax Museum                            | Madame Yang              |
| 1972年 | 《十四女英豪》                        |                                                     | 佘太君                   |
| 1970年 | 《董夫人》                            |                                                     | 董夫人                   |
| 1962年 | 《女性獵捕者》                        | Womanhunt                                           | Li Sheng                 |
| 1962年 | 《死馬上的騎士》                      | Rider on a Dead Horse                               | Ming Kwai                |
| 1960年 | 《山路》                              | The Mountain Road                                   | Madame Sue-Mei Hung      |

### 電視作品
- 《觀世音》（1975，台灣華視）飾觀世音
- 《乾隆王朝》（2002）扮演皇太后
- 《同喜同喜》（1998）
- 《廣島：廢墟之外》（Hiroshima: Out of the Ashes，1990） （電視電影）扮演Mrs. Sato
- 《香港》（Hong Kong，1960）第一季第九集“叛徒（The Turncoat）”扮演Mai Loo
- 《西遊ABC》（2023）飾演楊妮

### 話劇/舞台劇作品
- 《德齡與慈禧》(2006、2008、2019)
- 《喜福會》（The Joy Luck Club，1999）
- 《遊園驚夢》（1982）
- 《不可兒戲》（2012）
- 《如夢之夢》（2005）
- 其他參演：《小狐狸》（The Little Foxes），《女勇士》（The Woman Warrior），《蘇絲黃的世界》（The World of Suzie Wong），《八月茶室》（Teahouse of the August Moon），《花園暢想，夢中甦醒》（Wondering in the Garden, Waking up From a Dream）等